# Комо, Чак
Шарль-Андре (Чак) Комо (фр. Charles-André "Chuck" Comeau, род. 17 сентября 1979 года) — франкоканадский музыкант, барабанщик поп-панк-группы Simple Plan.

## Детство
Чак начал свою музыкальную карьеру в группе Reset, вместе с Пьером Бувье. После выпуска первого CD Комо покинул группу и отправился в университет Макгилла, чтобы стать адвокатом, как его отец.
После встречи с Бувье на концерте, он бросил учебу и помог Пьеру сформировать группу Simple Plan. Чак и Пьер являются основными авторами текстов песен группы Simple Plan

## Инструмент
Чак использует палочки «Promark American Hickory 5B», пластинки фирмы «Еvans Drumheads», ударную установку «DrumWorkShop», тарелки «Zildjain Cymbals».

## Линия одежды
Чарльз является владельцем Role Model Clothing вместе с Пьером Бувье и Патриком Ланглуа.

## Фильмография
| Год  | Название                              | Роль                | Примечание |
| ---- | ------------------------------------- | ------------------- | ---------- |
|      | Что новенького, Скуби-Ду?             | Самого себя (голос) | 1 серия    |
| 2003 | The New Tom Green Show                |                     | 1 серия    |
| 2003 | Simple Plan: A Big Package for You    | Самого себя         |            |
| 2004 | Мгновения Нью-Йорка                   | Самого себя         |            |
| 2004 | Simple Plan: Still Not Getting Any... | Самого себя         |            |
| 2004 | Punk Rock Holocaust                   | Самого себя         |            |
| 2005 | Simple Plan: MTV Hard Rock Live       | Самого себя         |            |
| 2008 | Simple Plan: Simple Plan              | Самого себя         |            |

## Дискография

### В группе Reset
- No Worries (1997)

### В группе Simple Plan
- No Pads, No Helmets... Just Balls (2002)
- Still Not Getting Any... (2004)
- Simple Plan (2008)
- Get Your Heart On! (2011)